# Операции на открытом рынке
Операции на открытом рынке (англ. open market operations, OMO) — деятельность центрального банка по купле и продаже ценных бумаг (обычно государственных облигаций) на открытом рынке. Центральные банки используют операции на открытом рынке как основной инструмент при проведении денежно-кредитной политики. Основная цель при этом — контроль над краткосрочными процентными ставками и размером денежной базы, чтобы таким образом влиять на денежную массу. Целевая процентная ставка достигается путём покупки или продажи государственных ценных бумаг, либо других финансовых инструментов. Такие индикаторы, как инфляция, процентные ставки и валютный курс, используются при проведении операций на открытом рынке.

## Процесс
Поскольку большая часть денег в наше время существует в электронном виде, а не в виде банкнот и монет, операции на открытом рынке производятся путём увеличения (кредитование) или уменьшения (дебетование) объёма базовых денег (денежная база) на резервном счету банка в центральном банке. Таким образом, процесс не требует печати новой валюты. Однако, он увеличивает обязательство центрального банка напечатать деньги, если коммерческому банку потребуются банкноты в обмен на уменьшение электронного баланса.
Когда присутствует повышенный спрос на базовые деньги, центральный банк должен предпринять действия, если он желает удержать краткосрочные процентные ставки у целевого уровня. Он делает это путём увеличения предложения базовых денег. Центральный банк выходит на открытый рынок, чтобы купить финансовый актив (государственные облигации, иностранную валюту или другие сравнительно стабильные активы). Чтобы заплатить за актив, центральный банк создаёт новые базовые деньги и кредитует ими счёт банка-продавца актива. Таким образом увеличивается денежная база в экономике. И наоборот, если центральный банк продаёт активы на открытом рынке, соответствующая сумма базовых денег списывается со счёта банка-покупателя, таким образом денежная база сокращается.

## Возможные цели
- При инфляционном таргетировании операции на открытом рынке используются для поддержания определённой краткосрочной процентной ставки на долговых рынках. Целевое значение ставки периодически изменяется, чтобы удерживать инфляцию внутри установленного коридора. Однако, другие варианты монетарной политики также используют операции на открытом рынке: Федеральная резервная система, Банк Англии и Европейский центральный банк используют операции на открытом рынке для достижения своих процентных ставок.
- Кроме целевого уровня процентных ставок могут быть другие целевые индикаторы при операциях на открытом рынке. Целью может быть  сокращение денежной массы, как в конце 1970-х — начале 1980-х в США при председательстве Пола Волкера.
- При валютном совете операции на открытом рынке используются для поддержания фиксированного обменного курса по отношению к иностранной валюте.

## Специфика в разных странах

### Соединенные Штаты Америки
В США Федеральная резервная система устанавливает целевой уровень для процентной ставки по федеральным фондам (избыточным банковским резервам). Когда текущая рыночная ставка выше целевой, Федеральный резервный банк Нью-Йорка увеличивает денежное предложение при помощи сделок РЕПО (заём с точки зрения дилеров, кредитование с точки зрения ФРБ). Когда текущая ставка ниже целевой, ФРБ Нью-Йорка уменьшает денежное предложения с помощью сделок обратного РЕПО (кредитование с точки зрения дилеров, заём с точки зрения ФРБ).
Федеральный резерв обычно использует сделки РЕПО овернайт для временного создания денег и сделки обратного РЕПО для временного уничтожения денег, которые компенсируют временные изменения в уровне банковских резервов. Федеральный резерв также совершает сделки окончательной (англ. outright) покупки или продажи ценных бумаг через счёт открытого рынка (англ. System Open Market Account, SOMA) ФРБ Нью-Йорка. Купля-продажа ценных бумаг через счёт открытого рынка оказывает влияние на резервные балансы банков, что также влияет на краткосрочные процентные ставки. Управляющий SOMA отвечает за куплю-продажу ценных бумаг, направленную на поддержание ставки по федеральным фондам у целевого уровня, а также направленную на создание денег при окончательной покупке ценных бумаг. Реже производится окончательная продажа бумаг, используемая для перманентного уничтожения денег. Сделки проводятся с группой около 20-ти финансовых учреждений, называемых первичными дилерами.
Деньги создаются и уничтожаются с изменением резервного счёта коммерческого банка в ФРС. Федеральный резерв проводит операции на открытом рынке с 1920-х годов через Отдел открытого рынка Федерального резервного банка Нью-Йорка по распоряжению Федерального комитета по операциям на открытом рынке. Операции на открытом рынке также являются одним из способов контроля инфляции: продажа государственных облигаций коммерческим банкам уменьшает их возможность выдавать кредиты, таким образом часть денег изымается из циркуляции.

### Еврозона
Европейский центральный банк использует похожие механизмы в своей работе; он описывает свои методы как «четырехуровневый подход» с различными целями.
В общем, ЕЦБ управляет ликвидностью в банковской системе через операции рефинансирования, являющиеся сделками РЕПО, то есть банки предоставляют ЕЦБ приемлемый залог (обеспечение, англ. collateral) и получают деньги взамен. Четыре типа операции могут быть использованы, в зависимости от желаемого результата:
- Еженедельные основные операции рефинансирования (англ. main refinancing operations, MRO) с недельным сроком погашения,
- Ежемесячные операции долгосрочного рефинансирования (англ. longer-term refinancing operations, LTRO) со сроками погашения 3, 6, 12 и 36 месяцев,
- Операции тонкой настройки (англ. Fine-tuning operations) в виде временных или окончательных транзакций, валютных свопов, срочных депозитов используются для сглаживания движений процентных ставок, вызываемых флуктуациями ликвидности на рынке,
- Структурные операции, нацеленные на корректировку долгосрочной структурной позиции ЕЦБ по отношению к финансовому сектору.

Операции рефинансирования проводятся в виде аукционов. ЕЦБ сообщает объём средств, который он желает разместить (распределяемый объём), и приглашает банки к участию. В случае аукциона с фиксированной ставкой, ЕЦБ сообщает значение ставки, по которой он желает предоставить средства, в случае плавающей ставки сообщается лишь минимальная ставка для участия в аукционе, банки соревнуются друг с другом, предлагая ставки, чтобы получить ликвидность.
Начиная с октября 2008 года ЕЦБ проводит операции рефинансирования по фиксированным ставкам с полным размещением (англ. full allotment), при этом сообщается только ставка размещения, банки могут запросить столько, сколько пожелают (сколько смогут предложить обеспечения).

### Швейцария
Национальный банк Швейцарии контролирует трехмесячную ставку LIBOR в швейцарских франках. Главным инструментом являются операции на открытом рынке, в основном сделки РЕПО.

### Российская Федерация
Банк России также использует операции на открытом рынке при проведении денежно-кредитной политики. Однако в отличие от ФРС масштабы использования значительно меньшие. Основными причинами ограниченности применения OMO являются небольшой размер и невысокая ликвидность рынка российских гособлигаций, а также небольшой собственный портфель облигаций у ЦБ, что ограничивает масштабы возможных продаж при необходимости уменьшить ликвидность в банковской системе.
Банк России также имеет возможность совершать операции с корпоративными облигациями и акциями (с последними только в рамках операций РЕПО); покупать гособлигации банк может только на вторичном рынке в целях недопущения прямого финансирования бюджета. Торговлю госбумагами Центробанк может осуществлять через соответствующую секцию ММВБ, либо на внебиржевом рынке, при этом контрагентами должны выступать только российские кредитные организации.